# Luxiaria
Luxiaria is een geslacht van vlinders van de familie spanners (Geometridae), uit de onderfamilie Ennominae.

## Soorten
- L. acutaria Snellen, 1877
- L. amasa Butler, 1878
- L. ansorgei (Warren, 1903)
- L. biafaria (Plötz, 1880)
- L. calida Warren, 1896
- L. camerunensis (Herbulot, 1973)
- L. consimilaria Leech, 1897
- L. costinota Inoue, 1978
- L. curvivena (Warren, 1899)
- L. dargei Herbulot, 1986
- L. despicata Prout, 1929
- L. emphatica Prout, 1925
- L. epinephela Prout, 1927
- L. fulvifascia Warren, 1894
- L. grisea Warren, 1895
- L. hapala West, 1929
- L. hyalodela Prout, 1928
- L. hypaphanes Hampson, 1891
- L. jotaria Felder, 1874
- L. leithra Debauche, 1941
- L. lioptera Prout, 1928
- L. manengouba Herbulot, 1986
- L. mitorrhaphes Prout, 1925
- L. molesta Prout, 1928
- L. phyllosaria Walker, 1860

- L. postlunata Prout, 1928
- L. postvittata Walker, 1861
- L. pratti Prout, 1925
- L. prouti Debauche, 1941
- L. schistacea Swinhoe, 1900
- L. sesquilinea Prout, 1930
- L. subgravata Prout, 1932
- L. submonstrata Walker, 1861
- L. subrasata Walker, 1861
- L. tenella Herbulot, 1986
- L. tephrosaria Moore, 1867
- L. transmarina Herbulot, 1998
- L. turpisaria Walker, 1861
- L. versiformis Prout, 1925